# José Zahonero
José Zahonero de Robles y Díaz (Ávila, 1853-Madrid, 1931) fue un escritor y periodista español, uno de los representantes del naturalismo.

## Biografía
Nacido en diciembre de 1853 en Ávila, hijo de Ángeles Díaz y José Zahonero de Robles Uzabal, a los siete años se trasladó a Madrid cuando su padre fue nombrado secretario del Tribunal Correccional, frecuentando las escuelas Pías de San Antón. Tres años más tarde, con el traslado a Burgos de su padre, se formó en el Colegio Sagrado Corazón de Carrión de los Condes brevemente, pues fingió enfermedad para evitar el internado en el colegio jesuita, estando en Burgos durante dos años, desde donde partieron a Valladolid. Posteriormente, cursó estudios de Medicina y Derecho en las universidades de Granada y Valladolid. De ideología republicana y anticlerical en su juventud, tomó parte en los acontecimientos políticos del 4 de enero de 1874 (el general Pavía había disuelto las Cortes el día anterior). Al restaurarse la monarquía de Alfonso XII en 1874, emigró a Francia. De vuelta en España (¿1877?) fue redactor de varios periódicos madrileños, y se distinguió como partidario del nuevo estilo naturalista, que defendió en diversos artículos.
En 1881 publicó su primera obra, Zig Zag, recopilación de cuentos y artículos. Con ella empezó a destacar como cuentista y en adelante sus cuentos serán solicitadísimos por las mejores publicaciones españolas. En 1884 publicó La carnaza, su obra más conocida, dando lugar en los años siguientes a una fructífera carrera como novelista.

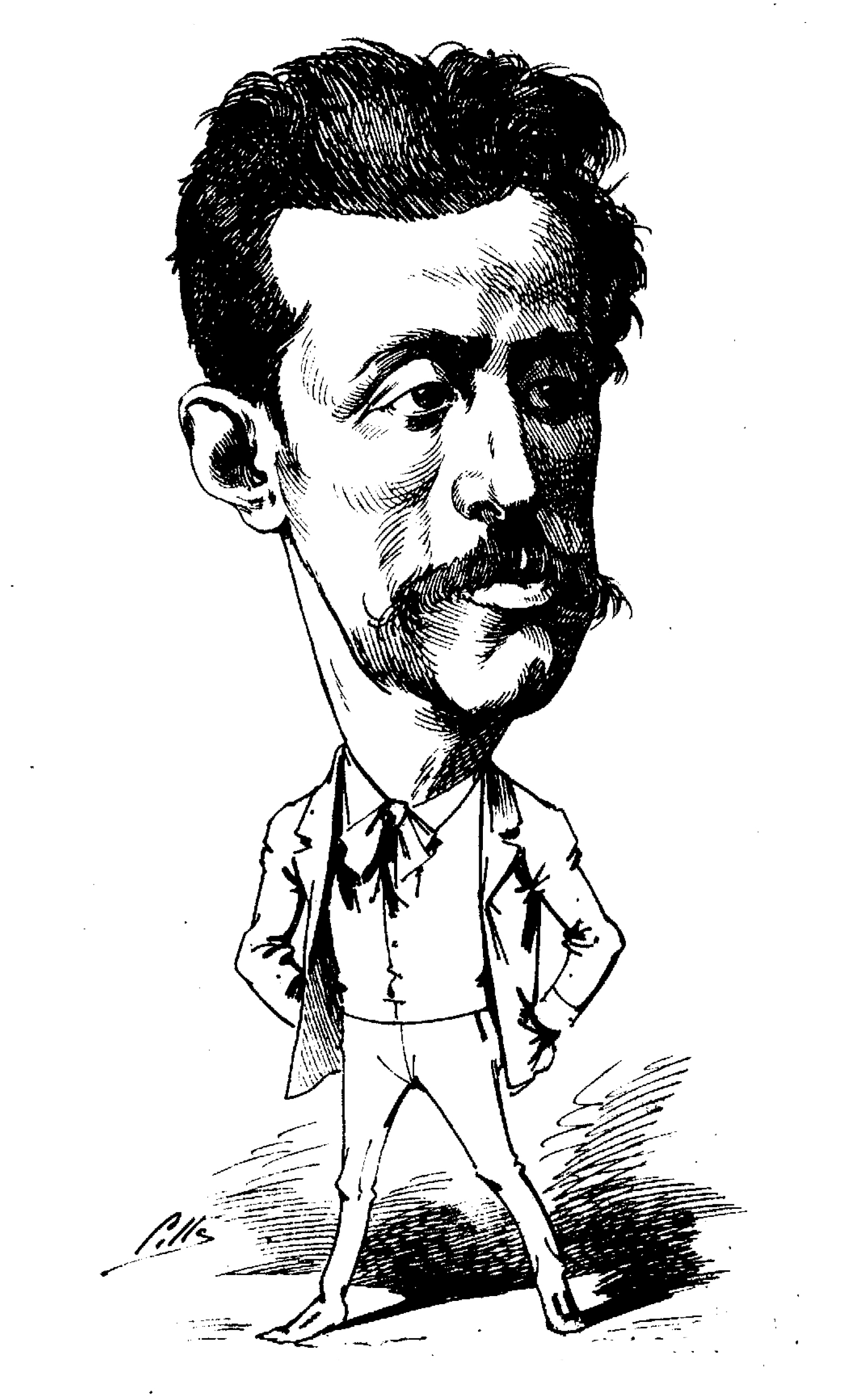
Caricaturizado por Cilla (Madrid Cómico, 8 de marzo de 1885)

Plenamente integrado en la vida literaria madrileña, participó a lo largo de los años en diversos actos literarios del Ateneo (lecturas de poemas, debates, conferencias), y gozó de la amistad de numerosos colegas, entre ellos Eduardo López Bago y Galdós. La amistad con el primero llevó a publicar también juntos y con Conde Salazar la primera obra española que llevó en portada el calificativo de naturalista, las Narraciones naturalistas. En carne viva (1885). Ambos publican en la "Biblioteca del Renacimiento Literario", foco de difusión del naturalismo radical, y en la "Biblioteca Demi-Monde" derivada de la revista del mismo nombre dirigida por Luis París. Éste, en su obra Gente nueva (¿1888?) incluyó a Zahonero junto a Sawa, López Bago, Mariano de Cavia, Joaquín Dicenta y Silverio Lanza; es este el grupo que se ampliará aún más en el de Germinal, revista dirigida por Joaquín Dicenta, aunque ya Zahonero se había descolgado del mismo. Es un grupo de autores intermedios entre la generación realista de Galdós y la generación del 98.
Durante todos estos años compaginó la tarea de novelista con la de prolífico periodista. A finales de siglo se convirtió al catolicismo, hecho que dio bastante que hablar y escribir, si bien el autor nunca había dejado de ser cristiano, sólo que era no practicante. De su recobrada fe resultó un apasionado practicante y público defensor, hasta su muerte, ocurrida en Madrid el 15 de septiembre de 1931. Fue sepultado en el cementerio de San Justo.

## Obra
Fue uno de los autores que con mayor prontitud aclamó la poética naturalista. El 15 de septiembre de 1880 publicó en La Unión el artículo "Emilio Zola" que había sido rechazado en varios periódicos y en mayo de 1881 publicó el artículo "Naná"; en ambos defiende a Zola, su nueva novelística y sus deseos de transformación social. Zahonero, al ser ambos textos reeditados en Zig Zag, recibió una carta de felicitación del mismísimo Zola, según informó El Imparcial el 12 de mayo de 1882. Tras ello, entre 1881 y 1882 fue uno de los ponentes en los debates del Ateneo sobre el naturalismo junto a Leopoldo Alas, Urbano González Serrano, V. Colorado y el padre Sánchez.
En la obra miscelánea ya citada Zig Zag incluyó además una primera novela que presenta rasgos naturalistas, titulada Un enamorado a bordo. Es una novela de tesis en la que aparecen rasgos habituales en las novelas naturalistas, como el anticlericalismo, la denuncia del fanatismo religioso, la denuncia de la trata de mujeres, las escenas truculentas (se produce una discusión entre los miembros de un matrimonio, que acaba con la muerte de ambos)... Uno de sus temas centrales es la situación de la mujer en la sociedad de su tiempo, tema capital en la narrativa naturalista y que denuncia la falta de sintonía entre la formación de la mujer y su papel inactivo en la sociedad. Con todo, no se trata aún de una novela naturalista y todavía no presenta calidad fuera de la media.
Zahonero, cuyos presupuestos ideológicos (republicanismo, anticlericalismo) le permiten compartir en gran medida la ética de Zola, forma parte de este movimiento desde La carnaza (1884), su obra más conocida por la crítica. Su compañero de estética Alejandro Sawa cita esta novela como su modelo (en lugar de La prostituta, de Eduardo López Bago). El título alude a aquel con que se tradujo en España La Curée (La jauría) de Zola (1871), y en efecto sus paralelismos con La carnaza son evidentes: Zahonero reproduce la relación entre Renée y Maxime a través de la pareja de Blanca y Rafael y también el detalle del matrimonio de conveniencia urdido para ocultar la deshonra de un aborto.